# Francesco Caputo
Francesco Caputo (Altamura, 6 augustus 1987) is een voormalig Italiaans voetballer die doorgaans als aanvaller speelde.

## Loopbaan

### Onder contract bij Bari
Caputo begon zijn carrière bij de amateurs van Toritto en Real Altamura. In de zomer van 2008 werd hij aangetrokken door Serie B-team Bari. In zijn eerste seizoen won hij met Bari de Serie B. Zelf scoorde de spits dat seizoen tien goals. Toch mocht hij het seizoen erop niet meedoen in de Serie A en werd hij verhuurd aan Salernitana. Daar scoorde hij zeven keer in 38 wedstrijden. Terug bij Bari mocht in de eerste seizoenshelft van het seizoen 2010/11 twaalf wedstrijden meedoen in de Serie A, waarin hij eenmaal scoorde. In de winter werd hij opnieuw verhuurd, ditmaal aan Serie B-team Siena. Daar scoorde hij drie keer in veertien wedstrijden.
Bari degradeerde dit seizoen en de twee seizoenen erop was Caputo basisspeler in de Serie B. In zijn tweede seizoen maakte hij zelfs zeventien doelpunten in 36 wedstrijden. Het seizoen erop moest hij echter een jaar lang een schorsing uitzitten. Hij zou van tevoren hebben geweten dat er bij een bepaalde wedstrijd sprake was van matchfixing, maar het niet hebben verteld. Hij moest daarom toekijken hoe Bari dat seizoen zevende werd. Het seizoen erop werd zijn laatste bij Bari. Hij scoorde tien keer en bracht zijn totaal voor de club daarmee op 49 doelpunten in 149 wedstrijden.

### Virtus Entella
In de zomer van 2015 vertrok Caputo naar Virtus Entella. Daar was hij in twee seizoenen goed voor 35 doelpunten in 82 wedstrijden. Met deze indrukwekkende cijfers trok hij de aandacht voor grotere teams in de Serie B.

### Empoli
Empoli legde tijdens de zomer van 2017 3.000.000 neer voor Caputo, terwijl Virtus Entella hem twee jaar geleden voor slechts 250.000 had overgenomen van Bari. Met Caputo in de spits won Empoli glansrijk, met dertien punten voorsprong op de nummer twee, de Serie B. Caputo werd met 26 goals bovendien topscorer van de competitie. Ook als promovendus wist Caputo indruk te maken. Hij scoorde zestien doelpunten voor Empoli, waarmee hij alleen Fabio Quagliarella, Duvan Zapata, Krzysztof Piątek, Cristiano Ronaldo en Arek Milik voor zich moest houden op de topscorerslijst. Toch waren zijn goals niet genoeg om Empoli in de Serie A te houden. Genoa had als nummer zeventien een beter doelsaldo en stuurde Empoli daarmee een niveautje lager. In 80 wedstrijden wist Caputo 43 keer te scoren voor Empoli.

### Sassuolo
Na twee jaar bij Empoli trok Sassuolo de portemonnee om Caputo binnen te halen als nieuwe spits. Voor 7.000.000 euro maakte Caputo de overstap. Het eerste seizoen leek hij die transfersom prima waar te maken. Waar Sassuolo knap achtste werd, scoorde Caputo 21 keer, waarmee hij vierde eindigde op de topscorerslijst, achter Ciro Immobile, Cristiano Ronaldo en Romelu Lukaku. In zijn tweede seizoen voor Sassuolo 
Zijn tweede seizoen begon hij eveneens, met vijf goals en drie assists in de eerste vijf wedstrijden van het seizoen. Hij eindigde op elf goals en acht assists in 25 wedstrijden en werd opnieuw achtste met Sassuolo. Na twee speelrondes in zijn derde seizoen vertrok Caputo bij Sassuolo, waarin hij met 32 goals in 64 wedstrijden precies één-op-twee liep. 

### Sampdoria
UC Sampdoria betaalde 4 miljoen euro om Caputo over te nemen van Sassuolo. In zijn eerste seizoen speelde Caputo 38 wedstrijden voor zijn nieuwe club, waarin hij elf doelpunten maakte en zeven assists gaf. Daarmee was hij clubtopscorer dat seizoen. Halverwege het tweede seizoen mocht hij weer vertrekken van Sampdoria, mede omdat hij in dat half jaar slechts eenmaal scoorde in vijftien wedstrijden. Op dat moment stond Sampdoria negentiende en zonder Caputo zou de club later definitief degraderen.

### Terug bij Empoli
In de winter van 2023 keerde hij terug bij Empoli, waar hij eerder bijzonder succesvol was. Na zijn eerste twee wedstrijden had hij met een goal en een assist zijn matige eerste seizoenshelft al overtroffen. In dat half jaar was Caputo uiteindelijk goed voor vijf goals en vier assists. In augustus 2024 liet hij zijn contract bij Empoli ontbinden. Hij scoorde in totaal 52 keer voor Empoli, alleen Francesco Tavano (120), Massimo Maccarone (101) en Antonio Di Natale (55) scoorden er meer voor de club.   
In januari 2025 kondigde Caputo aan dat hij zou stoppen met voetballen.  

## Clubstatistieken
| Seizoen | Club           | Competitie | Competitie | Competitie | Beker | Beker | Totaal | Totaal |
| Seizoen | Club           | Competitie | Wed.       | Dlp.       | Wed.  | Dlp.  | Wed.   | Dlp.   |
| ------- | -------------- | ---------- | ---------- | ---------- | ----- | ----- | ------ | ------ |
| 2008/09 | Bari           | Serie B    | 27         | 10         | 1     | 0     | 28     | 10     |
| 2009/10 | → Salernitana  | Serie B    | 36         | 6          | 2     | 1     | 38     | 7      |
| 2010/11 | Bari           | Serie A    | 12         | 1          | 3     | 1     | 15     | 2      |
| 2010/11 | → Siena        | Serie B    | 14         | 3          | 0     | 0     | 14     | 3      |
| 2011/12 | Bari           | Serie B    | 28         | 9          | 3     | 1     | 31     | 10     |
| 2012/13 | Bari           | Serie B    | 36         | 17         | 1     | 0     | 37     | 17     |
| 2013/14 | Bari           | Serie B    | 0          | 0          | 0     | 0     | 0      | 0      |
| 2014/15 | Bari           | Serie B    | 38         | 10         | 0     | 0     | 38     | 10     |
| 2015/16 | Virtus Entella | Serie B    | 40         | 17         | 0     | 0     | 40     | 17     |
| 2016/17 | Virtus Entella | Serie B    | 40         | 18         | 1     | 0     | 41     | 18     |
| 2017/18 | Virtus Entella | Serie B    | 0          | 0          | 1     | 0     | 1      | 0      |
| 2017/18 | Empoli         | Serie B    | 41         | 27         | 0     | 0     | 41     | 27     |
| 2018/19 | Empoli         | Serie A    | 38         | 16         | 1     | 0     | 39     | 16     |
| 2019/20 | Sassuolo       | Serie A    | 36         | 21         | 1     | 0     | 37     | 21     |
| 2020/21 | Sassuolo       | Serie A    | 25         | 11         | 0     | 0     | 25     | 11     |
| 2021/22 | Sassuolo       | Serie A    | 2          | 0          | 0     | 0     | 2      | 0      |
| 2021/22 | Sampdoria      | Serie A    | 36         | 11         | 2     | 0     | 38     | 11     |
| 2022/23 | Sampdoria      | Serie A    | 15         | 1          | 2     | 1     | 17     | 2      |
| 2022/23 | Empoli         | Serie A    | 21         | 5          | 0     | 0     | 21     | 5      |
| 2023/24 | Empoli         | Serie A    | 20         | 3          | 1     | 1     | 21     | 4      |
| 2024/25 | Empoli         | Serie A    | 1          | 0          | 1     | 0     | 2      | 0      |
| Totaal  | Totaal         | Totaal     | 506        | 186        | 20    | 5     | 526    | 191    |

Bijgewerkt t/m 16 januari 2024 

## Internationaal
Op 7 oktober 2020 debuteerde Caputo op 33-jarige leeftijd voor het Italiaanse elftal in een oefenwedstrijd tegen Moldavië. Hij scoorde, en werd daarmee de oudste scorende debutant voor Italië. 

## Prijzenlijst
Bari
- Kampioen Serie B

Empoli
- Kampioen Serie B:

Individueel
- Serie B topscorer